# Pütz (Bedburg)
Pütz – dzielnica miasta Bedburg  w Niemczech, w kraju związkowym Nadrenia Północna-Westfalia, w rejencji Kolonia, w powiecie Rhein-Erft.

## Położenie
Pütz leży w zachodniej części Bedburga, w bezpośredniej bliskości węzła Bedburg autostrady A61

## Historia
Pierwsze wzmianki o Pütz pochodzą z 1194. Wówczas posiadłość o nazwie Puthze należała do klasztoru w Füssenich, obecnie dzielnica Zülpich. Kaplica pw. św. Jana Nepomucena (St. Johannes Nepomuk) zbudowana jako barokowa budowla w 1766 i rozbudowana w 1888 w stylu późnego neoklasycyzmu jest filiałem kościoła parafialnego w dzielnicy Bedburga Kirchherten. Osobliwością tutejszą jest ponad stuletni cis, który znajduje się pod opieką miasta.

## Linki zewnętrzne

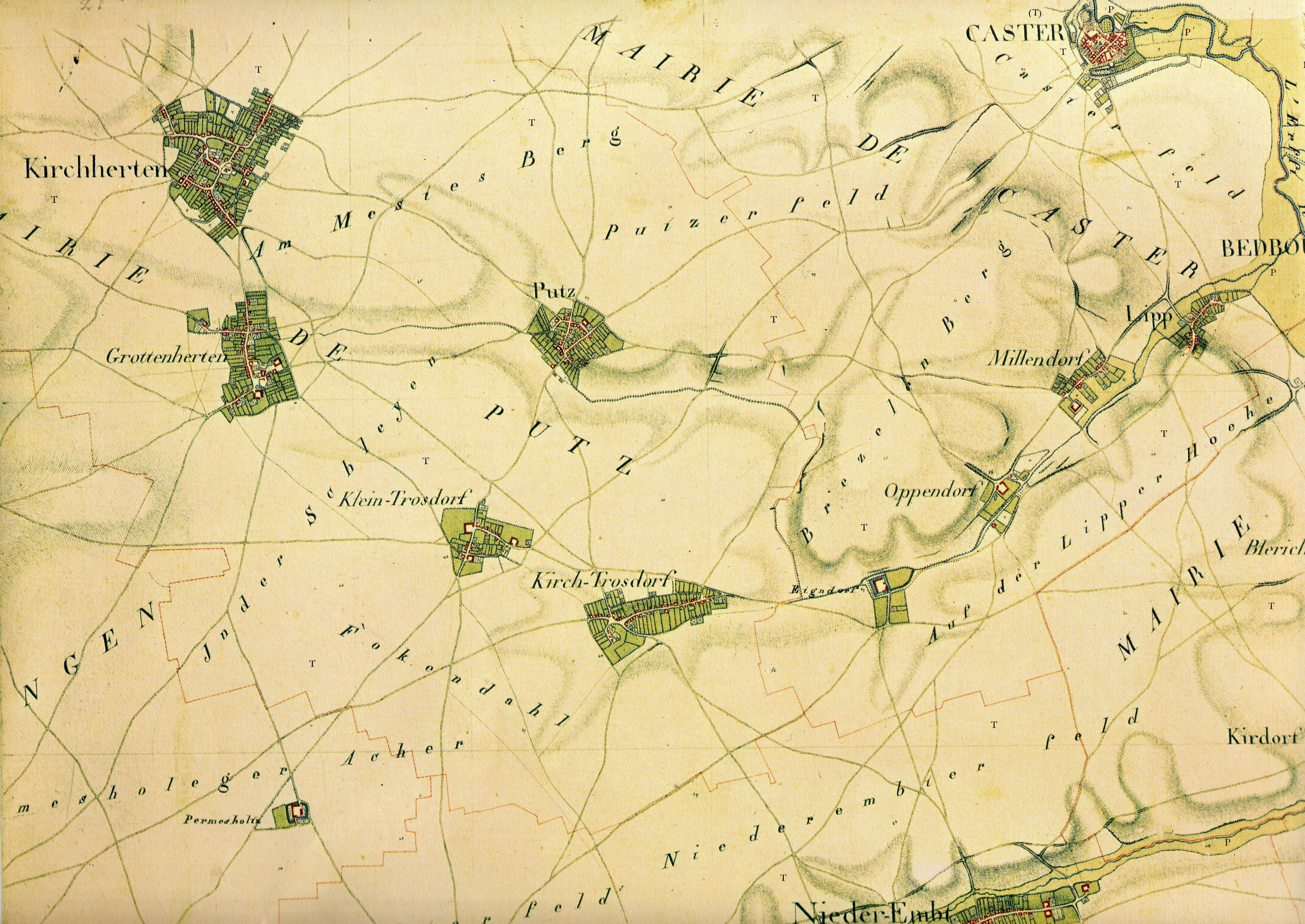
mapa okolic Bedburga z 1802